# Palazzo dei Capitani (Palazzuolo sul Senio)
Il Palazzo dei Capitani è un edificio situato a Palazzuolo sul Senio (FI). Fu sede dei Capitani del Popolo in cui vi ebbero residenza e giurisdizione.

## Storia e descrizione
Costruito alla fine del 1300. È contraddistinto da un portico d'angolo e da un ingresso sopraelevato. Sulla facciata sono murati numerosi stemmi appartenenti ai Capitani del Popolo che un tempo amministravano la vallata. Il complesso del palazzo è sovrastato dalla Torre dell'Orologio.
Il 10 ottobre del 1506 vi fece sosta il Papa Giulio II accompagnato da Niccolò Machiavelli: avvenimento ricordato da una lapide murata sulla facciata dell'edificio. A fianco, un'altra lapide riporta una terzina dantesca in ricordo di Maghinardo Pagani di Susinana.
All'interno del Palazzo si trovano: il Museo delle Genti di Montagna e il Museo archeologico dell'Alto Mugello.